# Lydia Mayr
Lydia Mayr (* 5. Juli 1976) ist eine frühere österreichische Skeletonsportlerin.
Lydia Mayr gehörte in der ersten Hälfte des ersten Jahrzehnts der 2000er Jahre zu den besten österreichischen Skeletonpilotinnen. 1999 begann sie mit dem Sport und gehörte seitdem auch dem österreichischen Nationalkader an. Im Januar 2000 debütierte sie in Lillehammer im Skeleton-Weltcup und wurde dort 22. In Winterberg erreichte sie in der folgenden Saison mit Rang 17 ihr bestes Weltcup-Ergebnis. Bei den nationalen Meisterschaften gewann sie 2000 und 2001 in Igls hinter Astrid Ebner die Silbermedaillen. Anfang 2002 gewann Mayr in Altenberg ein Rennen im Skeleton-Challengecup und wurde einmal Zweite. Bei den Tiroler Meisterschaften kam ein dritter Platz hinzu, zudem gewann sie den Coppa Italia. 2002 gewann die Österreicherin auch erstmals den Titel bei den nationalen Meisterschaften und wiederholte diesen Erfolg im Jahr darauf. Bei der Skeleton-Europameisterschaft 2003 in St. Moritz kam Mayr auf Platz elf. Es war zugleich ein Weltcuprennen, in dem sie 21. wurde. Es war Mayrs letztes Weltcuprennen und zugleich letztes wichtiges internationales Rennen. Ihren letzten Einsatz hatte sie bei den Italienischen Meisterschaften 2004, wo sie im Februar des Jahres in der Gästeklasse antrat und Sechste wurde.